# Кораополис (Пенсилванија)
Кораополис (енгл. Coraopolis) град је у америчкој савезној држави Пенсилванија.

## Демографија
По попису из 2010. године број становника је 5.677, што је 454 (-7,4%) становника мање него 2000. године.
| Група             | 2000.         | 2010.         |
| Белци             | 5.178 (84,5%) | 4.670 (82,3%) |
| Афроамериканци    | 762 (12,4%)   | 679 (12,0%)   |
| Азијати           | 17 (0,3%)     | 20 (0,4%)     |
| Хиспаноамериканци | 60 (1,0%)     | 104 (1,8%)    |
| Укупно            | 6.131         | 5.677         |